# Georges Virrès
Œuvres principales
- La Route imprévue (1933)

Georges Virrès, nom de plume de Henry Briers de Lumey (1869-1946), est un homme politique et un écrivain belge d’expression française.

## Biographie
Henry Briers naquit au château de Scherpenberg. Il est le fils de Frédéric Briers (1837-1911) et de Marie Joséphine Jeanne de Corswarem (1846-1929).
Il passa sa jeunesse à Nerem et ce ne fut qu’au tournant du siècle qu’il s’installa à Lummen.
Il étudia le Droit à l’université de Louvain et s’inscrivit ensuite au barreau de Tongres.
Briers vécut le reste de sa vie au château De Burg, que sa famille avait acquis par le biais de sa grand-mère Catherine Henriette Pétronille Palmers (1809-1891). Celle-ci était l’une des filles du précédent propriétaire du domaine, situé en périphérie de Lummen.
Quant à la famille Briers, elle est originaire de Hasselt. Elle obtint en 1930 le droit d’ajouter de Lumey à son nom.

## L’écrivain et l’homme politique
Briers fut bourgmestre de Lummen de 1903 à 1945 et fut aussi conseiller provincial du Limbourg de 1908 à 1928.
Durant cette période, il dut faire face à l’occupation allemande durant les deux guerres mondiales. Il fut emprisonné durant la Première Guerre mondiale en raison de sa désobéissance à l’occupant. Durant la Seconde Guerre mondiale, les Allemands le suspendirent de ses fonctions. Ces périodes difficiles, tout comme la vie rurale, sont donc souvent abordées dans ses œuvres.
À côté de son activité d’écrivain, Briers collabora aussi à plusieurs revues. En 1927, il fut élu à l’Académie royale de langue et de littérature françaises de Belgique.
Paul Delsemme rapporte l'analyse de Georges Virrès concernant le style qualifié de coruscant : « La recherche du néologisme et du terme périmé faisait partie de notre fier dédain des conventions bourgeoises quant aux choses de la littérature ».
Une rue de Lummen porte son nom (Burgemeester Briersstraat).

## Œuvres
- 1899 – En pleine terre. La Glèbe héroïque (1798-1799)
- 1900 – La Bruyère ardente
- 1903 – Les Gens de Tiest
- 1907 – L’Inconnu tragique
- 1912 – Le Cœur timide
- 1921 – À côté de la guerre
- 1925 – Sous les yeux et dans le cœur
- 1933 – La Route imprévue
- 1937 – Cet adolescent si pur
- 1940 – Souvenir, souvenir, que me veux-tu ?
- 1943 – Cornélie Charmoise

## Distinction
- Grand officier de l'ordre de la Couronne en 1946.

### Source
- (nl) Cet article est partiellement ou en totalité issu de l’article de Wikipédia en néerlandais intitulé « Henry Briers de Lumey » (voir la liste des auteurs).